# U 117 (U-Boot, 1941)
U 117 war ein deutsches U-Boot vom Typ X B, einer Klasse von U-Boot-Minenlegern, das im Zweiten Weltkrieg von der deutschen Kriegsmarine eingesetzt wurde. Auf seinen fünf Feindfahrten beschädigte es zwei Schiffe mit 14.269 BRT, wobei auf einem britischen Schiff mit Rüstungsgütern 46 Menschen starben. Bei seiner Versenkung am 7. August 1943 im Nordatlantik starben alle 62 Mann an Bord; zwei Männer der Besatzung befanden sich gerade auf U 66.

## Geschichte
Der Auftrag für das Boot wurde am 31. Januar 1939 an die Germaniawerft in Kiel vergeben. Die Kiellegung erfolgte am 1. Juli 1939, der Stapellauf am 26. Juli 1941, die Indienststellung unter Korvettenkapitän Hans-Werner Neumann fand schließlich am 25. Oktober 1941 statt. Wie die meisten deutschen U-Boote seiner Zeit führte auch U 117 ein bootsspezifisches Zeichen, das von der Mannschaft ausgewählt worden war, um Boot und Besatzung zu repräsentieren. Es handelte sich um die Comic-artig stilisierte Darstellung eines Haifisches, der eine Seemine im Maul trug.
Das Boot gehörte nach seiner Indienststellung am 25. Oktober 1941 bis zum 31. Januar 1942 als Ausbildungsboot zur 2. U-Flottille in Wilhelmshaven bzw. vom 1. Februar 1942 bis zum 30. September 1942 als Ausbildungsboot zur 1. U-Flottille in Kiel. Nach der Ausbildung gehörte U 117 vom 1. Oktober 1942 bis zum 14. Oktober 1942 als Frontboot zur 1. U-Flottille in Brest, vom 15. Oktober 1942 bis zum 30. November 1942 als Frontboot zur 11. U-Flottille in Bergen, und schließlich vom 1. Dezember 1942 bis zu seiner Versenkung am 7. August 1943 als Frontboot zur 12. U-Flottille in Bordeaux.

## Einsatzstatistik
Korvettenkapitän Hans-Werner Neumann absolvierte während seines Kommandos auf U 117 fünf Unternehmungen, auf denen er zwei Schiffe mit 14.269 BRT beschädigte.

### Erste Unternehmung
Das Boot lief am 19. September 1942 um 7.00 Uhr von Kiel aus und lief am 5. Oktober 1942 um 17.05 Uhr wieder dort ein. Auf dieser 16 Tage dauernden und 2.124 sm über und 277 sm unter Wasser langen Unternehmung, auf der 66 Minen vor der Ostküste Islands gelegt wurden, konnten keine Schiffe versenkt oder beschädigt werden.

### Zweite Unternehmung
Das Boot lief am 10. Oktober 1942 um 6.30 Uhr von Kiel aus und lief am 10. Oktober 1942 zur Minenübernahme in Königsberg ein. Es lief am 12. Oktober 1942 wieder von dort aus, und am 15. Oktober 1942 zur Ergänzung mit Brennstoff und Proviant in Kristiansand ein. Es lief am 17. Oktober 1942 um 7.00 Uhr von Kristiansand aus und lief am 22. November 1942 um 10.15 Uhr in Lorient ein. Auf dieser 43 Tage dauernden Unternehmung in den Nordatlantik, vor Island (es wurden 66 Minen vor dem Isafjardhadjup gelegt), und dem mittleren Nordatlantik, wurden keine Schiffe versenkt oder beschädigt. Es wurden acht U-Boote versorgt.
- 4. November 1942: Versorgung von U 753 mit 50 m³ Brennstoff.
- 9. November 1942: Versorgung von U 454 mit 55 m³ Brennstoff.
- 11. November 1942: Versorgung von U 402 mit 20 m³ Brennstoff.
- 11. November 1942: Versorgung von U 381 mit 27 m³ Brennstoff.
- 12. November 1942: Versorgung von U 438 mit 20 m³ Brennstoff.
- 12. November 1942: Versorgung von U 89 mit 22 m³ Brennstoff.
- 12. November 1942: Versorgung von U 624 mit 20 m³ Brennstoff.
- 13. November 1942: Versorgung von U 606 mit 10 m³ Brennstoff.

### Dritte Unternehmung
Das Boot lief am 23. Dezember 1942 um 16.30 Uhr von Lorient aus und lief am 7. Februar 1943 wieder dort ein. Auf dieser 46 Tage dauernden und zirka 3.920 sm über und 394,1 sm unter Wasser langen Unternehmung in den mittleren Nordatlantik, südwestlich von Irland, wurden keine Schiffe versenkt oder beschädigt. Es wurden zehn U-Boote versorgt.
- 1. Januar 1943: Versorgung von U 628 mit 20 m³ Brennstoff.
- 1. Januar 1943: Versorgung von U 336 mit 15 m³ Brennstoff.
- 4. Januar 1943: Versorgung von U 524 mit 25 m³ Brennstoff.
- 4. Januar 1943: Versorgung von U 435 mit 18 m³ Brennstoff.
- 5. Januar 1943: Versorgung von U 591 mit 20 m³ Brennstoff.
- 10. Januar 1943: Versorgung von U 662 mit 50 m³ Brennstoff.
- 12. Januar 1943: Versorgung von U 123 mit 22 m³ Brennstoff.
- 13. Januar 1943: Versorgung von U 706 mit 55 m³ Brennstoff.
- 13. Januar 1943: Versorgung von U 455 mit 20 m³ Brennstoff.
- 24. Januar 1943: Versorgung von U 260 mit 8 m³ Brennstoff.
- 30. Januar 1943: Zweite Versorgung von U 662 mit 8 m³ Brennstoff.

Am 7. März 1943 um 17.00 Uhr lief das Boot von Lorient aus und lief am 8. März 1943 in Brest ein. Dort kam das Boot ins Dock und hatte eine Werftliegezeit. Danach wurde es mit Minen ausgerüstet.

### Vierte Unternehmung
Das Boot lief am 31. März 1943 um 17.15 Uhr von Brest aus und lief am 14. Mai 1943 um 15.30 Uhr in Bordeaux ein. Auf dieser 44 Tage dauernden und zirka 4.530 sm über und 689 sm unter Wasser langen Unternehmung in den Mittelatlantik, auf der 66 Minen vor Casablanca gelegt wurden. Es wurden neun U-Boote versorgt.
- 11. April 1943: Beschädigung des US-amerikanischen Dampfers Matt W. Ransom mit 7.177 BRT. Der Dampfer wurde durch einen Minentreffer beschädigt. Das Schiff gehörte zum Konvoi UGS-6a. Der Dampfer hatte 8.000 t Stückgut geladen und war auf der Route New York – Casablanca unterwegs. Es gab keine Verluste.
- 25. April 1943: Beschädigung des britischen Dampfers Empire Morn mit 7.092 BRT. Der Dampfer wurde durch einen Minentreffer beschädigt. Das Schiff hatte Marine-, Militär- und RAF-Ausrüstung geladen. Route Newport – Casablanca – Gibraltar. Es gab 46 Tote und 25 Überlebende. Der Dampfer wurde nach Gibraltar eingeschleppt aber nicht repariert und 1947 an Spanien verkauft.
- 16. April 1943: Versorgung von U 518 mit 35 m³ Brennstoff und Proviant.
- 23. April 1943: Versorgung von U 516 mit 20 m³ Brennstoff. Am 23. April 1943 für zwei Wochen Proviant.
- 23. April 1943: Versorgung von U 185 mit 35 m³ Brennstoff und eine Woche Proviant.
- 24. April 1943: Versorgung von U 506 mit 25 m³ Brennstoff und zwei Wochen Proviant.
- 24. April 1943: Versorgung von U 68 mit 25 m³ Brennstoff und eine Woche Proviant.
- 28. April 1943: Versorgung von U 509 mit 21 m³ Brennstoff und eine Woche Proviant.
- 28. April 1943: Versorgung von U 160 mit 16 m³ Brennstoff und eine Woche Proviant.
- 1. Mai 1943: Versorgung von U 183 mit 26 m³ Brennstoff.
- 5. Mai 1943: Versorgung von U 460 mit 56 m³ Brennstoff, 150 kg Büchsenfleisch.

### Fünfte Unternehmung
Das Boot lief am 22. Juli 1943 um 12.00 Uhr aus Bordeaux aus und wurde am 7. August 1943 versenkt. Auf dieser 17 Tage dauernden Unternehmung in den mittleren Nordatlantik, südlich der Azoren (U 117 sollte 66 Minen vor Gibraltar legen), wurden keine Schiffe versenkt oder beschädigt. Es wurde ein U-Boot versorgt.
- 6. August 1943 – 7. August 1943: Versorgung von U 66 mit Brennstoff und Proviant.

## Verbleib
Das Boot wurde am 7. August 1943 im mittleren Nordatlantik, während der Versorgung von U 66, von zwei Wildcat und drei Avenger-Flugzeugen des Squadron VC-1 des US-Geleitflugzeugträgers Card durch Bordwaffenbeschuss, Wasserbomben und einem akustischen Mk.24-Torpedo auf der Position 39° 42′ N, 38° 21′ W im Marine-Planquadrat CD 6156 versenkt. Alle 62 Besatzungsmitglieder an Bord kamen ums Leben. Zwei Mann der Besatzung waren gerade auf dem U-Boot U 66, das den Angreifern entkam, und überlebten.
Als eine wesentliche Ursache für die Entdeckung des Boots wird die erfolgreiche amerikanische Entzifferung des von den U-Booten benutzten Schlüsselnetzes „Triton“ angesehen, das zur Verschlüsselung des Funkverkehrs mit dem BdU benutzt wurde. Ab April 1943 waren hierzu im U.S. Naval Computing Machine Laboratory mehr als 120 speziell entwickelte Desch-Bombes gefertigt worden, die gegen die von der Kriegsmarine verwendete Enigma-M4 gerichtet waren.